# Rättsfaktum
Ett rättsfaktum är inom juridiken ett faktum som har en rättslig betydelse, till exempel att två parter har tecknat ett avtal eller att en person har kört bil onykter. Rättsreglerna är nämligen knutna till vissa händelser eller fakta som förutsättningar. Det innebär att rättsregeln börjar verka först i och med sådana händelser eller fakta. Sådana tilldragelser eller fakta, som på detta sätt förändrar det konkreta rättstillståndet, kallas rättsfaktum (plural rättsfakta). Detta skall skiljas från bevisfaktum som är sådant som kan användas som bevis för att det finns ett rättsfaktum.
Rättsfakta kan delas upp i följande grupper: 
- naturtilldragelser. En människas död medför till exempel, att vissa rättigheter upphör, andra uppstår eller överflyttas på andra. En eldsvåda skapar en förpliktelse för en försäkringsgivare att utge ersättning. När en tidsgräns överskrids upphör vissa rättsanspråk, till exempel vid preskription av fordringar eller brott.
- Mänskliga handlingar som bryter mot en rättsregel. Handlingarna ger upphov till vissa rättsliga verkningar, rättsliga sanktioner (jfr Rätt (juridik))
- Mänskliga handlingar, som utan bryta mot en rättsregel medför förändringar i det konkreta rättstillståndet. Sådana kallas rättshandlingar (i vidsträckt mening).  Tecknande av avtal är ett exempel på en sådan handling.

Man talar ibland om (helt eller delvis) ogiltiga rättshandlingar. Detta är först och främst fallet om den som företar handlingen inte har laglig rätt att göra det, vilket kan vara fallet om personen är omyndig eller till exempel inte har behörighet att teckna avtal. (Se även rättshandlingsförmåga.) Det kan också vara så att vissa rättsverkningar över huvud inte kan uppnås genom viljeförklaringar eftersom det finns begränsningar i avtalsfriheten. Det kan också vara så att det finns krav på en viss form hos rättshandlingen för att den skall vara giltig. Det förekommer till exempel krav på att vissa avtal skall vara skriftliga. En sådan form kan vara föreskriven för att göra rättshandlingen för framtiden mera otvetydig ur bevisningssynpunkt, men ibland även för att i särskilda fall avhålla personer från att företaga oöverlagda rättshandlingar, som till exempel i svensk rätt där ett löfte om gåva bara är giltigt om det är skriftligt eller offentliggjorts tydligt. Slutligen kan det hända, att rättsverkningar uteblir, eftersom något fel fanns vid viljeförklaringens avgivande, till exempel om den framkallats genom tvång eller bedrägeri. Mer om rättshandlingars ogiltighet finns i avtalslagen kapitel 3.
De egentliga rättshandlingarna indelas i:
- offentligt rättsliga och privaträttsliga
- tvåsidiga och ensidiga, allteftersom det för inträdet av de rättsverkningar, som handlingen avser, erfordras medverkan från jämväl ett annat subjekts sida eller ej. Ensidiga är till exempel en uppsägning eller ett testamente. Däremot är gåva att anse som en tvåsidig rättshandling, eftersom för dess rättsverkan krävs godkännande av den som tar emot gåvan. De tvåsidiga rättshandlingarna benämns inom privaträtten vanligen avtal.